# Бирюков, Владимир Иванович
Владимир Иванович Бирюков — гвардии рядовой Вооружённых Сил Российской Федерации, участник антитеррористических операций в период Второй чеченской войны, погиб при исполнении служебных обязанностей во время боя 6-й роты 104-го гвардейского воздушно-десантного полка у высоты 776 в Шатойском районе Чечни.

## Биография
Владимир Иванович Бирюков родился 22 июня 1981 года в городе Юрмале Латвийской Советской Социалистической Республики. Юность провёл в городе Острове Псковской области, где окончил среднюю школу (ныне — МБОУ «Гимназия» МО «Островский район»). 22 июня 1999 года Бирюков был призван на службу в Вооружённые Силы Российской Федерации Островским объединённым городским военным комиссариатом Псковской области. Получил военную специальность пулемётчика, после чего был направлен для дальнейшего прохождения службы в 6-ю роту 104-го гвардейского воздушно-десантного полка.
С началом Второй чеченской войны в составе своего подразделения гвардии рядовой Владимир Бирюков был направлен в Чеченскую Республику. Принимал активное участие в боевых операциях. С конца февраля 2000 года его рота дислоцировалась в районе населённого пункта Улус-Керт Шатойского района Чечни, на высоте под кодовым обозначение 776, расположенной около Аргунского ущелья. 29 февраля — 1 марта 2000 года десантники приняли здесь бой против многократно превосходящих сил сепаратистов — против всего 90 военнослужащих федеральных войск, по разным оценкам, действовало от 700 до 2500 боевиков, прорывавшихся из окружения после битвы за райцентр — город Шатой. Вместе со всеми своими товарищами он отражал ожесточённые атаки боевиков Хаттаба и Шамиля Басаева, не дав им прорвать занимаемые ротой рубежи. В разгар боя гвардии рядовой Владимир Иванович Бирюков добровольно вызвался прикрыть отход своих товарищей. Будучи тяжело раненым, он не покинул своей позиции, пока не был убит близким разрывом гранаты. Погибли также ещё 83 его сослуживца.
Похоронен на городском кладбище в городе Острове Псковской области.
Указом Президента Российской Федерации гвардии рядовой Владимир Иванович Бирюков посмертно был удостоен ордена Мужества.

## Память
- Бюст гвардии рядового Владимира Ивановича Бирюкова установлен в центре города Острова Псковской области[4].
- Имя Бирюкова увековечено на памятном знаке, установленном у Островской гимназии[5].